# Cerros de Incahuasi
I Cerros de Incahuasi sono una catena montuosa con diverse vette, situata nella regione di Antofagasta in Cile, vicino al Passo Sico. L'attuale montagna è il risultato del crollo parziale di un antico edificio vulcanico.
Il vulcano Incahuasi Sur in questa catena era attivo 10,5 milioni di anni fa. È associato a una cintura vulcanica e alla faglia Calama-Olacapato-El Toro, che si estende verso sud-est da Incahuasi Sur.